# Masanaga Kageyama
Masanaga Kageyama (Fukushima, 23 mei 1967) is een voormalig Japans voetballer.

## Carrière
Masanaga Kageyama speelde tussen 1990 en 1996 voor JEF United Ichihara, Urawa Red Diamonds en Brummell Sendai.